# 塔耳塔罗斯
塔爾塔羅斯（希臘語：Τάρταρος），是希腊神话中“地狱”的代名词，同時也被認為是一種原始的力量或神。塔爾塔罗斯是關押、懲罰惡人的監獄，用冥河与人间世界连通。
希臘神话中，主神宙斯囚禁了父亲万神之王克罗诺斯而取得天、地、海和地狱的统治权之后把克羅諾斯等泰坦巨神丟到塔耳塔洛斯，並自己留下天空和万神之主的身份，把大地留给自己的祖母盖亚，把海洋赠给自己的哥哥波賽頓，地狱则被送给自己的大哥黑帝斯，在神话中的黑帝斯也成为地狱的代名词（事实上他是冥王）。
塔爾塔羅斯也就是冥界的最底層，这一深度实际上已经超越冥界，而成为支撑它的“地狱”本身。而復仇女神則是住在比塔爾塔羅斯再上面一點的冥界 (希臘神話)。